# Corrupção no México

Visão geral do Índice de Percepção da Corrupção de 2010. A maior percepção de corrupção é de cor vermelha e a menor, de azul escuro.

A corrupção no México permeou vários segmentos da sociedade — político, econômico e social — e afetou grandemente a legitimidade, transparência, responsabilidade e eficácia do país. Muitas destas dimensões evoluíram como um produto do legado da elite do México, da consolidação oligárquica do poder e do governo autoritário.
O Índice de Percepção de Corrupção de 2019 da Transparency International classifica o país em 130.º lugar entre 180 países.

## Regra PRI

Logo do Partido Revolucionário Institucional

Embora o Partido Revolucionário Institucional (PRI) tenha chegado ao poder por meio da cooptação e da paz, manteve o poder por 71 anos consecutivos (1929 a 2000), estabelecendo redes de clientelismo e apoiando-se em medidas personalistas. Por isso, o México funcionava como um Estado de partido único e era caracterizado por um sistema em que os políticos ofereciam suborno a seus constituintes em troca de apoio e votos para a reeleição. Este tipo de clientelismo construiu uma plataforma através da qual a corrupção política teve a oportunidade de florescer: existia pouca competição política e organização fora do partido; não era possível contestar de forma independente o sistema PRI. A contestação política equivale ao isolamento e negligência política, económica e social. O partido permaneceu firmemente no poder e a responsabilidade do governo foi baixa.
A hierarquização era a norma. O poder foi consolidado nas mãos de uma elite poucos, e ainda mais estreitamente, o presidente controlava quase todo o poder prático através dos três ramos do governo. Esta figura central tinha tanto o poder formal como informal de exercer autoridade extralegal sobre o poder judiciário e legislativo e de relegar estes outros ramos à vontade política individual do executivo. Além disso, poucas verificações foram feitas nas ações das autoridades eleitas durante o reinado ininterrupto do PRI. Consequentemente, a sustentada regra do PRI gerou baixos níveis de transparência e legitimidade nos conselhos de governo do México. 71 anos de poder proporcionaram uma oportunidade para que a corrupção se acumulasse e se tornasse cada vez mais complexa. A sociedade civil se desenvolveu em torno da agregação de interesses econômicos que foi organizada pelo governo clientelista; o PRI permitiu que os cidadãos negociassem coletivamente sob a condição de que eles continuassem a fornecer lealdade política ao partido. Anthony Kruszewski, Tony Payan e Katheen Staudt explicam: 
"Atravessar a estrutura formal das...instituições políticas era um conjunto bem articulado e complexo de...redes...[que] manipulavam deliberadamente os recursos governamentais...para fazer avançar as suas aspirações políticas e proteger os seus interesses privados e os da sua clientela e parceiros... Sob a geometria política de um esquema [de corrupção] autoritário e centralizado...cresceu e prosperou".
Com esse tipo de corrupção institucionalizada, o caminho político no México era muito estreito. Foram especificados canais de participação política (o partido) e mobilização eleitoral seletiva (membros do partido). Essas questões, profundamente enraizadas na cultura política do México depois de mais de meio século de existência, continuaram a gerar e institucionalizar a corrupção política no México de hoje.

## Crime organizado

### Questões fronteiriças

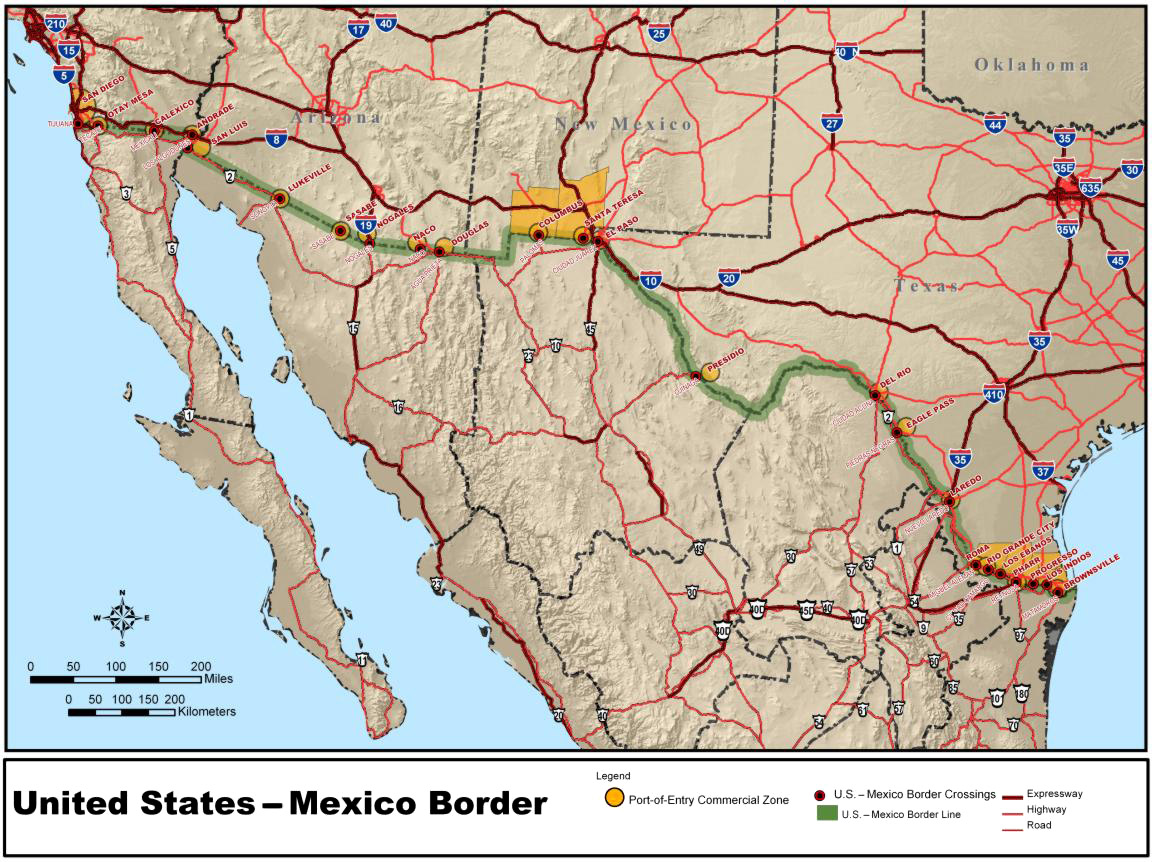
Fronteira Estados Unidos-México

A localização geográfica do México contribuiu amplamente para o desenvolvimento do papel do país no crime organizado e no tráfico de drogas. O México não só é adjacente ao maior mercado mundial de drogas ilegais — os Estados Unidos — como também faz fronteira com a América Central e do Sul, sendo a América do Sul uma região de nações com uma procura de drogas igualmente elevada. Isto coloca os cartéis de drogas mexicanos em vantagem; a demanda por drogas não se limita apenas ao Estado mexicano, mas estende-se a vários outros países vizinhos. Por isso, as fronteiras do México são especialmente cruciais para os cartéis de drogas e organizações criminosas transnacionais, que podem explorar as fronteiras como passagem para o contrabando e como método de consolidação do poder.
À medida que os cartéis de drogas e as OCT têm feito cada vez mais uso destas áreas, os grupos têm-se tornado progressivamente mais complexos, violentos e diversos. O tráfico tem sido acompanhado por outras formas de atividades ilegais — tais como extorsão, sequestros e corrupção política — uma vez que diferentes facções competem pelo controle das mesmas áreas lucrativas.
Historicamente, o governo mexicano tem conseguido muito pouco em termos de coibir efetivamente os crimes dessas organizações e cartéis, e muitas vezes tem sido cúmplice em ajudar suas ações. Muitas das instituições do México — incluindo as de direito, política, justiça e finanças — funcionam sob um sistema patrono–cliente no qual os funcionários recebem dinheiro, apoio político ou outros subornos de organizações criminosas em troca de interferência mínima ou impunidade nos assuntos desses grupos criminosos. Nesses cenários de narcocorrupção, a estrutura de poder do México é definida pelos líderes que orientam o comportamento das organizações, recebem pagamentos, manipulam recursos do governo e alinham as políticas públicas com a legislação que promoverá seus objetivos pessoais e políticos. Estas relações serviram de impulso para novas e problemáticas fontes de mortes violentas relacionadas às drogas, governação e implementação de políticas ineficazes, táticas das organizações criminosas baseadas no terror e um mercado de drogas aprofundado. Sob esse sistema, a influência das organizações criminosas transnacionais se estendeu além da atividade criminosa violenta ou do tráfico de drogas e atingiu as bases institucionais do México.
Estas redes — juntamente com a falta de transparência e de controle e equilíbrio do governo — permitiram que a corrupção no governo florescesse.

### Transição para a regra PAN

Logo do Partido de Ação Nacional

A crescente prevalência e diversificação do crime organizado está está em muitos aspectos ligada às mudanças políticas pelas quais o México passou em 2000. Pela primeira vez em 71 anos, o PRI cedeu o poder a outro partido, o Partido de Ação Nacional (PAN). A estrutura de poder tradicional, que permitiu o florescimento das redes de clientelismo e o funcionamento das organizações criminosas, foi desafiada pelas forças governamentais que tentaram conter a violência e as atividades ilegais.
No entanto, a decomposição social rapidamente se seguiu à queda do PRI. PAN, nunca antes no poder, era, em muitos aspectos, inexperiente na governação ampla, e as facções criminosas capitalizaram na fraqueza percebida do partido. Novos conflitos surgiram entre cartéis, à medida que diferentes grupos competiam para desenvolver ainda mais suas redes criminosas e trabalhar contra um regime político que lutava para combater a corrupção, estabelecer legitimidade e promover a eficácia legislativa.

### Governo Calderón

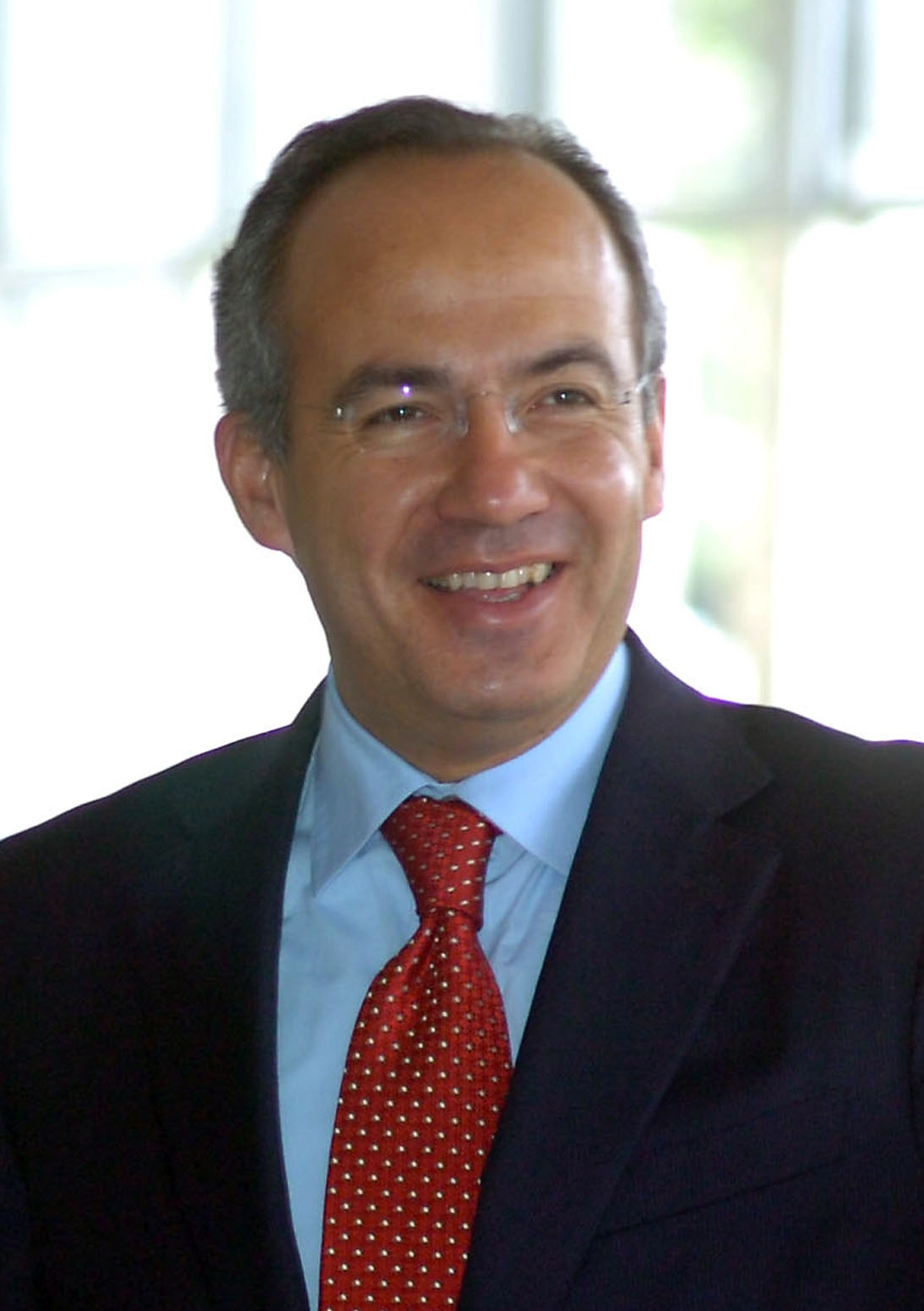
Presidente Felipe Calderón (2006-2012)

Durante a administração do presidente do PAN Felipe Calderón, o México experimentou um vasto aumento do crime organizado. Anthony Kruszewski, Tony Payan e Katheen Staudt notam: 
"A onda de violência [no] México...[sob] o governo do Presidente Calderón......girava em grande medida em torno da questão das drogas ilegais, e desencadeou uma crise de segurança pública a nível nacional e expôs as insuficiências da administração do sistema de justiça mexicano...Também relevou a profunda corrupção das forças políticas mexicanas".
Nesse sentido, além de diversificar ainda mais a atividade criminosa, as organizações desenvolveram ainda mais suas conexões com as instituições mexicanas e com a corrupção. Muitos membros da Polícia Federal e do Exército aderiram às organizações criminosas e participaram de abusos contra a cidadania. Essa corrupção permeou a atmosfera social ao longo da fronteira, onde a violência se tornou cada vez mais intensa e fatal.
Na tentativa de combater a crise de segurança, Calderón mobilizou militares contra organizações criminosas ao longo da fronteira. No entanto, em vez de resolver os problemas de corrupção e violência que assolavam a área, o exército aprofundou os problemas e a criminalidade. Os cidadãos alegaram que soldados armados, conectados às organizações criminosas por meio de suas próprias redes de clientelismo, iniciaram abusos contra a população, incluindo buscas ilegais, prisões injustificadas, espancamentos, furtos, estupros e tortura.
O emprego dos militares pela administração Calderón exacerbou a violência e o crime organizado no México, acrescentando as violações dos direitos humanos ao clima de anarquia na fronteira. Anthony Kruszewski, Tony Payan e Katheen Staudt examinam: 
"O uso de forças armadas...pela administração Calderón...expôs as fraquezas [e corrupção] das autoridades estatais e municipais que tinham praticamente abandonado certos territórios a grupos criminosos. A cedência de espaços públicos ao crime organizado já se tinha tornado uma séria ameaça à segurança nacional e tinha ultrapassado as capacidades dos governos locais para fazer algo a esse respeito".
A chegada dos militares correspondeu à desintegração institucional, uma vez que a corrupção de funcionários eleitos, soldados e polícia demonstrou a cultura enraizada da desonestidade e ilegalidade dos sistemas do México.
Para eliminar os produtos negativos do emprego na milícia, Calderón mudou sua estratégia política para a de reconstrução — reconstruir a Polícia Federal para aumentar as atividades técnicas e operacionais, ter escritórios e departamentos mais abrangentes e um processo de recrutamento de pessoal mais seletivo. Essas medidas reduziram parte da corrupção que havia sido embutida em sua administração, mas ainda deixaram muitos domínios do México nas garras da corrupção institucional.

### Governo Peña Nieto
Após a administração de Calderón, o PRI voltou ao poder sob a presidência de Enrique Peña Nieto. Embora novas esperanças por um México mais seguro tenham acompanhado a mudança do cargo, problemas residuais do governo anterior continuaram a permear o país. A violência das organizações criminosas transnacionais permaneceu alta, o clientelismo local persistiu e o mercado de drogas continuou a ser lucrativo. Com estas questões ainda muito proeminentes e apoiadas pela corrupção, a administração lutou para estabelecer legitimidade e responsabilidade dentro dos conselhos de governança.

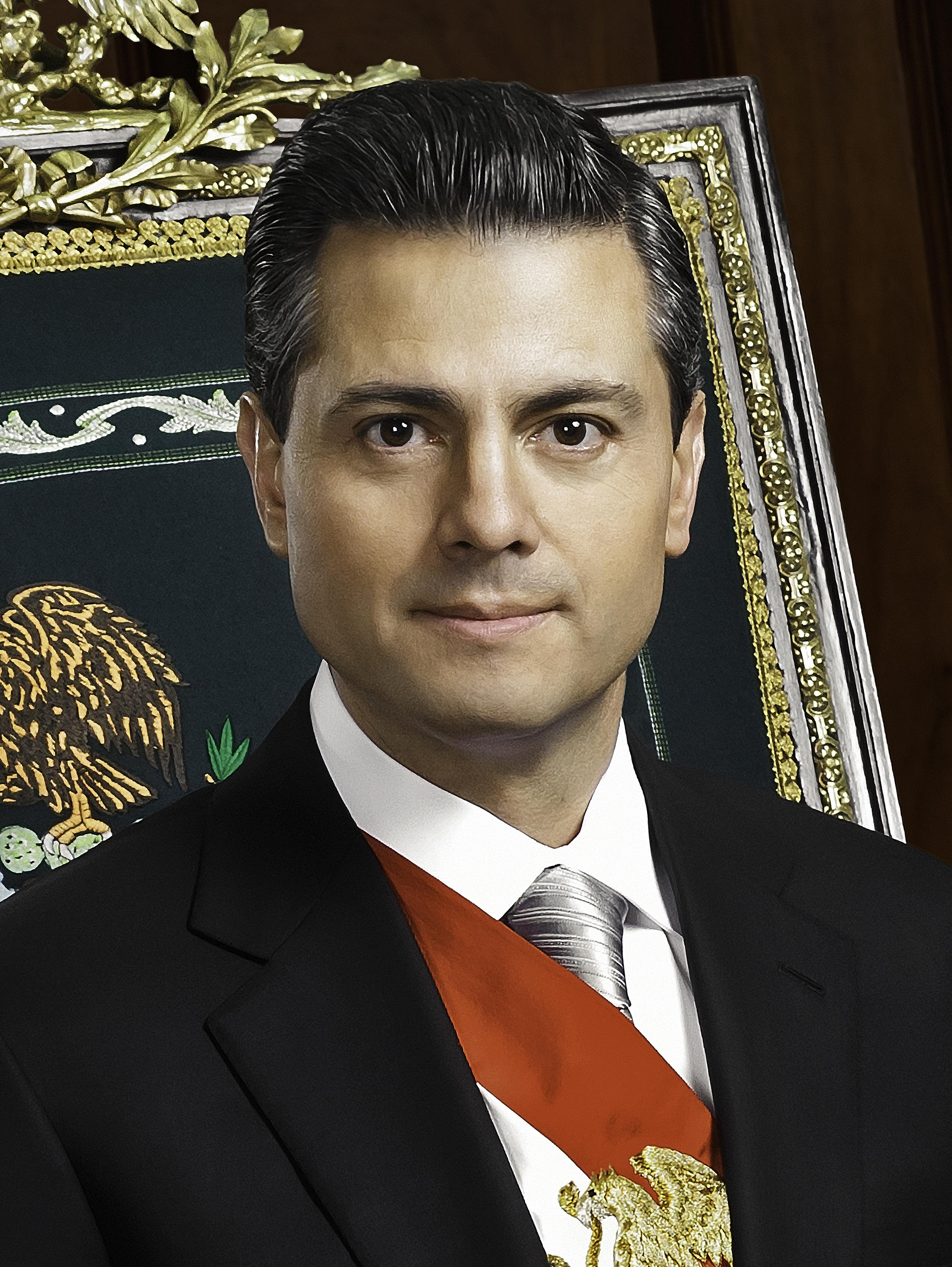
Presidente Enrique Peña Nieto (2012-2018)

Essas questões de legitimidade tornaram-se ainda mais definidas em 2014, quando Peña Nieto se envolveu em vários escândalos de corrupção. No caso mais proeminente e polêmico, Peña Nieto, sua esposa Angélica Rivera e seu ministro das Finanças, Luis Videgaray, foram criticados por comprar casas multimilionárias de empreiteiros do governo. Alegações de grande impropriedade cercaram a situação, e os cidadãos começaram a questionar a veracidade e legitimidade do governo de Peña Nieto. Além disso, quando uma investigação sobre essas alegações foi lançada, o chefe do Ministério da Função Pública, Virgilio Andrade — um amigo íntimo do presidente Peña Nieto — foi colocado no comando, e muitos mexicanos citaram a investigação como um conflito de interesses no qual "o Poder Executivo investigou a si próprio".
Este escândalo gerou outra controvérsia quando a jornalista investigativa Carmen Aristegui e dois colegas da MVS Radio foram demitidos na sequência das suas reportagens sobre o escândalo das casas. Sua demissão suscitou protestos e críticas, juntamente com um novo diálogo sobre o uso da "censura suave" por parte da administração Peña Nieto:
"O governo [tem] usado rotineiramente incentivos financeiros e distribuído penalidades para punir reportagens pouco lisonjeiras e recompensar histórias favoráveis. Enquanto os jornalistas mexicanos são frequentemente alvos de ataques físicos, a censura branda é outro perigo mais sutil e muito significativo para a liberdade de imprensa."
Em agosto de 2016, apenas 23% dos mexicanos aprovaram a forma como Peña Nieto estava lidando com a corrupção. Em janeiro de 2017, o número havia diminuído para 12%.

### Meios de comunicação
Entre as instituições que o crime organizado invadiu e manipulou estavam os meios de comunicação. Muitos organizações criminais atacaram violentamente fontes da mídia que relataram histórias de abusos de gangues, cartéis e militares e relações com as elites políticas. Consequentemente, muitas organizações de notícias simplesmente pararam de publicar histórias sobre os crimes. A liberdade de expressão e discurso foi cada vez mais limitada à medida que os meios de comunicação viviam disputas violentas. Fora das organizações criminais, os aparatos do Estado também trabalharam para manter as histórias negativas em segredo. Guadalupe Correa-Cabrera e José Nava explicam:

"A violência que afeta as cidades fronteiriças do México...silenciou a mídia, numa clara demonstração do poder que as empresas criminosas exercem sobre a sociedade fronteiriça nos tempos da guerra mexicana contra as drogas...Ajudar a aplicação do...silêncio é a...cumplicidade do próprio Estado...Devido à natureza corrupta e coerciva do crime organizado — juntamente com a fraca e...corruptível segurança estatal e instituições políticas...As organizações da mídia não têm espaço para processos decisórios no que diz respeito à divulgação de quaisquer notícias/notas sobre o crime organizado."
Em comparação com outros países latino-americanos, o México tem a classificação mais baixa em liberdade de imprensa — grupos de observação da liberdade de imprensa descobriram que o país é um dos mais perigosos do mundo para ser jornalista profissional. O grupo internacional de direitos humanos Artigo 19 constatou que só em 2014, mais de 325 jornalistas sofreram ações agressivas por parte de funcionários do governo e do crime organizado, e cinco repórteres foram mortos devido à sua linha de trabalho. Além disso, de acordo com o Comitê para a Proteção dos Jornalistas, desde 2005, pelo menos 32 jornalistas foram mortos por causa de sua profissão no México.